# Труро
Труро (енг. Truro; корн. Truru) је град у Уједињеном Краљевству у Енглеској у грофовији Корнвол. То је главни град Корнвола, као и његов администрациони центар, центар друштвеног живота и трговине. Према попису из 2011. године, Труро има 18.766 становника. Људи из Трура познати су под називом Трурани. Труро је израстао у трговачки центар због своје луке, а затим и као центар рударске индустрије. Добио је права да се назива градом 1876. године, оснивањем Епархије Труро, чиме је постао најјужнији британски град. Занимљива места у Труроу су Краљевски музеј Корнвола, Трурска катедрала (завршена 1910), Корвнолско позориште и Високи суд Енглеске и Велса у Корнволу.

## Топонимија
О пореклу имена Труро се још увек раасправља. Говорило се да потиче из корнишанског tri-veru што значи "три реке", али Оксфордски речник назива места у Енглеској одбацује ту теорију. Неки аутори не верују да "tru" значи "three" (три). Стручњак за корниншка имена места, Оливер Падел, у књизи Популарни речник назива места у Корнволу, рекао је да је значење „три реке“ могуће. Друга могућност је да име потиче од tre-uro, што значи насеље на реци Уро.

## Историја
Најранији записи и археолошки налази трајног насеља у области Труро датирају још из Норманских времена. Дворац је у 12. веку саградио Ричард де Луси, први краљев министар Енглеске у време владавине Хенрија II. Њему је за његове услуге круни додељено земљиште у Корнволу, укључујући подручје око ушћа двеју река. Град је израстао у сенци дворца и добио статус општине да би унапредио привредну активност. Дворац је одавно нестао.
Ричард де Луси се борио у Корнволу под командом грофа Алана од Бретање, након што је напустио Фалез крајем 1138. године. Мали дворац у Труроу (првобитно жупа Кенвин), чију градњу није одборио монарх, касније познат као "Castellum de Guelon", вероватно је саградио 1139– 1140. године. Себе је назвао  "Ричард де Луси, де Триверо". Дворац је касније припао Реџиналду Фицроју (познатом и као Реџиналд де Данстанвил), незаконитом сину Хенрија I, када га је краљ Стивен прогласио првим грофом Корнвола. Реџиналд се оженио Мејбел Фицричард, кћерком Вилијама Фицричарда, великог земљопоседника у Корнволу. Дворац пречника 23m био је у рушевинама до 1270. године, а узвишење је заравњено 1840. године. Данас на том месту стоји Краљевски суд у Труроу. У повељи из 1170. године, Реџиналд Фицрој потврдио је слободним грађанима Труроа привилегије додељене Ричарду де Лусију. Ричард је држао десет „витешких феуда” (мера за величину имања која витезу омогућава да се издржава) у Корнволу пре 1135. године, а у тренутку смрти де Лусија, округ Труро чинио је тек једну трећину његовог целокупног имања.
Почетком 14. века Труро је био важна лука, због свог копненог положаја неприступачног освајачима, напретка који је донело рибарство и нове улоге једног од Корнволових градова за испитивање и производњу калаја и бакра из корнишких рудника. Црна смрт донела је трговинску рецесију и егзодус становништва које је напустило град, оставивши га у веома запуштеном стању. Трговина се постепено враћала и град је повратио просперитет у доба Тјудора. Локална управа додељена је 1589. године новом повељом Елизабете I, на основи кога је Труро могао да бира градоначелника и имао контролу над луком Фалмут.
За време Енглеског грађанског рата у 17. веку, Труро је подигао значајну силу да се бори за краља и тада је успостављена ројалистичка ковница. Пораз од парламентарних трупа догодио се 1646. године, а ковница је пресељена у Ексетер. Касније у току 17. века, Фалмут је добио своју повељу, која му је дала права у луци, чиме је започето дуго ривалство између два града. Спор је решен 1709. године поделом контроле над реком Фал. Грб града Трура је "Таласасти шестоугао у црвеној, сребној и плавој боји. На њему је древни брод од три јарбола и једром, на врху сваког јарбола застава Светог Ђорђа, а на таласима две рибе." 
Труро је напредовао у 18. и 19. веку. Индустрија је цветала због унапређења рударских метода и раста цена калаја, а град је привлачио богате власнике рудника. Изграђене су елегантне џорџијанске и викторијанске градске куће, какве су данас налазе у улици Лемон, названој по рударском магнату и локалном посланику Сер Вилијаму Лемону. Труро је постао центар друштвеног живота у округу, чак је назван "корнволски Лондон ".
Кроз та просперитетна времена Труро је постао друштвено средиште и одатле су долазили многи угледни људи. Треба споменути Ричарда Ландера, првог Европљанина који је стигао до ушћа реке Нигер у Африци и добио је прву златну медаљу Краљевског географског друштва, и Хенрија Мартина, који је у Кембриџу студирао математику, заредио се и постао мисионар, превео Нови завет на урду и персијски. Значајни су и Хамфри Дејви, школован у Труру и проналазач рударске сигурносне лампе, и Самјуел Фут, глумац и драматург из улице Боскавен.
Значај Трура је порастао касније у 19. веку, са изградњом топионица гвожђа, фабрика грнчарија и штавионицама. Од шездесетих година 19. века, Велика западна железница обезбеђивала је директну везу са станицом Падингтон у Лондону. Законом о бискупији из Трура из 1876. године, град је добио бискупа, а касније и катедралу. Следеће године је добио статус града. Касарна у Њу Бриџ улици завршена је крајем 19. века.
Рударство је доживело пад почетком 20. века, али Труро је остао просперитетан као управни и трговачки центар Корннвола. Данас је то окружни малопродајни центар, али као и друга места суочен са заменом специјализованих продавница трговачким ланцима.

## Географија
Труро је смештен у центру западног Корнвола, на око 14 km од јужне обале, на ушћу река Кенвин и Ален, који се спајају у реку Труро - која припада групи потока, река и ријаса које се уливају у реку Фал и потом у велику природну луку Карик Родс. Смештен је у долини окруженој стрминама са севера, истока и запада, а отворен према реци Труро на југу. Чињеница да град лежи у котлини, заједно са обилним падавинама и пролећном плимом у реци Фал, били су главни фактори који су довели до поплава 1988. године које су озбиљно оштетиле центар града. Од тада је изграђена инфраструктура за одбрану од поплава, укључујући брану на Новом млину на реци Кенвин и плимску баријеру на реци Труро.
Град окружује неколико заштићених природних подручја као што су историјски парк на Пенкаленику и већих зелених површине, попут Трелисик баште и Треготнана. Подручје југоисточно од града, Каленик крика и његова околина, означено је као подручје изванредне природне лепоте. Остала заштићена подручја укључују подручје велике пејзажне вредности које обухвата пољопривредно земљиште и шумовите долине на североистоку, и Даубуз вресиште, локални резерват природе поред реке Ален у близини центра града.
Труро је углавном растао и развијао око историјског центра града по моноцентричном моделу дуж падина долине, осим брзог развоја по линијском моделу дуж пута А390 на западу, према Тримилестону. Како је Труро растао, обухватио је и друга насеља као предграђа или округе, укључујући Кенвин и Мореск на северу, Треландер на истоку, Невхам на југу и Хајертаун, Трелиск и Гловет на западу.

### Клима
Подручје Труро има океанску климу сличну као остатак Корнвола. То значи чак и мање екстремних температура него у остатку Енглеске, које су обележене великом кишом, хладним летима и благим зимама са ретким мразом.
| Клима Camborne, elevation: 87 m (285 ft) (1981–2010) extremes (1979–present) | Клима Camborne, elevation: 87 m (285 ft) (1981–2010) extremes (1979–present) | Клима Camborne, elevation: 87 m (285 ft) (1981–2010) extremes (1979–present) | Клима Camborne, elevation: 87 m (285 ft) (1981–2010) extremes (1979–present) | Клима Camborne, elevation: 87 m (285 ft) (1981–2010) extremes (1979–present) | Клима Camborne, elevation: 87 m (285 ft) (1981–2010) extremes (1979–present) | Клима Camborne, elevation: 87 m (285 ft) (1981–2010) extremes (1979–present) | Клима Camborne, elevation: 87 m (285 ft) (1981–2010) extremes (1979–present) | Клима Camborne, elevation: 87 m (285 ft) (1981–2010) extremes (1979–present) | Клима Camborne, elevation: 87 m (285 ft) (1981–2010) extremes (1979–present) | Клима Camborne, elevation: 87 m (285 ft) (1981–2010) extremes (1979–present) | Клима Camborne, elevation: 87 m (285 ft) (1981–2010) extremes (1979–present) | Клима Camborne, elevation: 87 m (285 ft) (1981–2010) extremes (1979–present) | Клима Camborne, elevation: 87 m (285 ft) (1981–2010) extremes (1979–present) |
| Показатељ \ Месец                                                            | .Јан.                                                                        | .Феб.                                                                        | .Мар.                                                                        | .Апр.                                                                        | .Мај.                                                                        | .Јун.                                                                        | .Јул.                                                                        | .Авг.                                                                        | .Сеп.                                                                        | .Окт.                                                                        | .Нов.                                                                        | .Дец.                                                                        | .Год.                                                                        |
| ---------------------------------------------------------------------------- | ---------------------------------------------------------------------------- | ---------------------------------------------------------------------------- | ---------------------------------------------------------------------------- | ---------------------------------------------------------------------------- | ---------------------------------------------------------------------------- | ---------------------------------------------------------------------------- | ---------------------------------------------------------------------------- | ---------------------------------------------------------------------------- | ---------------------------------------------------------------------------- | ---------------------------------------------------------------------------- | ---------------------------------------------------------------------------- | ---------------------------------------------------------------------------- | ---------------------------------------------------------------------------- |
| Апсолутни максимум, °C (°F)                                                  | 15,5 (59,9)                                                                  | 14,2 (57,6)                                                                  | 18,0 (64,4)                                                                  | 21,8 (71,2)                                                                  | 24,5 (76,1)                                                                  | 26,2 (79,2)                                                                  | 29,3 (84,7)                                                                  | 29,4 (84,9)                                                                  | 26,0 (78,8)                                                                  | 22,3 (72,1)                                                                  | 17,0 (62,6)                                                                  | 15,3 (59,5)                                                                  | 29,4 (84,9)                                                                  |
| Максимум, °C (°F)                                                            | 8,9 (48)                                                                     | 8,7 (47,7)                                                                   | 10,1 (50,2)                                                                  | 11,7 (53,1)                                                                  | 14,3 (57,7)                                                                  | 16,7 (62,1)                                                                  | 18,6 (65,5)                                                                  | 19,0 (66,2)                                                                  | 17,3 (63,1)                                                                  | 14,3 (57,7)                                                                  | 11,5 (52,7)                                                                  | 9,6 (49,3)                                                                   | 13,4 (56,1)                                                                  |
| Просек, °C (°F)                                                              | 6,8 (44,2)                                                                   | 6,5 (43,7)                                                                   | 7,8 (46)                                                                     | 8,9 (48)                                                                     | 11,5 (52,7)                                                                  | 13,8 (56,8)                                                                  | 15,8 (60,4)                                                                  | 16,1 (61)                                                                    | 14,6 (58,3)                                                                  | 12,0 (53,6)                                                                  | 9,3 (48,7)                                                                   | 7,4 (45,3)                                                                   | 10,9 (51,6)                                                                  |
| Минимум, °C (°F)                                                             | 4,6 (40,3)                                                                   | 4,2 (39,6)                                                                   | 5,4 (41,7)                                                                   | 6,1 (43)                                                                     | 8,6 (47,5)                                                                   | 10,9 (51,6)                                                                  | 13,0 (55,4)                                                                  | 13,2 (55,8)                                                                  | 11,8 (53,2)                                                                  | 9,6 (49,3)                                                                   | 7,1 (44,8)                                                                   | 5,2 (41,4)                                                                   | 8,3 (46,9)                                                                   |
| Апсолутни минимум, °C (°F)                                                   | −9,4 (15,1)                                                                  | −6,8 (19,8)                                                                  | −3,2 (26,2)                                                                  | −1,3 (29,7)                                                                  | 0,3 (32,5)                                                                   | 4,8 (40,6)                                                                   | 7,2 (45)                                                                     | 7,4 (45,3)                                                                   | 4,8 (40,6)                                                                   | −0,3 (31,5)                                                                  | −3,8 (25,2)                                                                  | −4,7 (23,5)                                                                  | −9,4 (15,1)                                                                  |
| Количина падавина, mm (in)                                                   | 121,4 (4,78)                                                                 | 88,2 (3,472)                                                                 | 79,4 (3,126)                                                                 | 73,6 (2,898)                                                                 | 65,0 (2,559)                                                                 | 58,2 (2,291)                                                                 | 67,4 (2,654)                                                                 | 68,3 (2,689)                                                                 | 77,3 (3,043)                                                                 | 114,9 (4,524)                                                                | 123,8 (4,874)                                                                | 123,9 (4,878)                                                                | 1.061,3 (41,783)                                                             |
| Дани са падавинама (≥ 1.0 mm)                                                | 16,4                                                                         | 12,7                                                                         | 12,5                                                                         | 11,7                                                                         | 10,4                                                                         | 8,6                                                                          | 9,8                                                                          | 10,3                                                                         | 11,0                                                                         | 15,7                                                                         | 16,3                                                                         | 15,8                                                                         | 151,2                                                                        |
| Сунчани сати — месечни просек                                                | 60,5                                                                         | 81,7                                                                         | 118,4                                                                        | 184,6                                                                        | 214,6                                                                        | 211,2                                                                        | 198,2                                                                        | 194,8                                                                        | 157,5                                                                        | 109,7                                                                        | 74,5                                                                         | 59,2                                                                         | 1.664,9                                                                      |
| Извор #1: Met Office                                                         |                                                                              |                                                                              |                                                                              |                                                                              |                                                                              |                                                                              |                                                                              |                                                                              |                                                                              |                                                                              |                                                                              |                                                                              |                                                                              |
| Извор #2: Royal Netherlands Met Institute                                    |                                                                              |                                                                              |                                                                              |                                                                              |                                                                              |                                                                              |                                                                              |                                                                              |                                                                              |                                                                              |                                                                              |                                                                              |                                                                              |

## Демографија и економија
Према попису из 2001. године, у урбаном подручју Труроа, које обухвата и делове околних жупа, живи 20.920 становника. До 2011. године, број становника, укључујући Тримилстон, износио је 23.040. Необично је то што Труро у округу има статус главне дестинације за шопинг, одмор и разоноду, као и административног центра иако је тек четврто насељено место по броју становника. Раст броја становника од 10,5 процената у периоду од 1971. до 1998. године је спор у поређењу са осталим градовима Корнволу и Корнволом у целини.
Главни послодавци су Краљевска болница Корнвол, локална управа Корнвола и Труро Колеџ. У Труру је на располагању око 22.000 радних места, у поређењу са само 9.500 економски активних становника који живе у граду. Запослени који путују на посао главни су узрок саобраћајних гужви у Труроу. Просечна зарада је већа него у остатку Корнвола.
Цене кућа у Труроу између 2000. и 2009. године, биле су осам или више процената више него у остатку Корнвола. Труро је 2006. године проглашен за мали град у којем су цене кућа највише порасле у Великој Британији, за 262 процента од 1996. године. Постоји велика потражња за новим становима и тражи се претварање градског земљишта у станове или куће како би се подстакао живот у центру града и смањила зависност од аутомобила.

## Култура

### Атракције
Доминантно обележје Трура је неоготичка Катедрала Труро, коју је пројектовао архитекта Џон Лонгбороу Пирсон, која се уздиже на висину од 76 m са њеним највишим торњем.
Изградња је трајала од 1880. до 1910. године, на месту старе цркве Свете Марије, освештане више од 600 година раније. Љубитељи џорџијанске архитектуре добро се сналазе у граду, с терасама и градским кућама уз Валсингам Плејса и Лемон улице, често се каже да су то "најбољи примери џорџијанске архитектуре западно од града Бата".
Главна атракција за становнике региона је широк избор продавница. Труро има разне ланце продавница, специјалне продавнице и пијаце који одражавају његову историју као трговачког града. Затворена пијаца Паниер отворена је целе године са многим штандовима и малим предузећима. Град је такође популаран за угоститељство и ноћни живот, са бројним баровима, клубовима и ресторанима. У Труру се налази Корволско позориште.
Краљевски музеј Корнвол најстарији је и најсавременији музеј у Корнволу, у којем је приказана детаљна историја и култура. Његове збирке покривају поља попут археологије, уметности и геологије. Међу експонатима је и такозвани Артуров камен. Његови паркови и отворени простори су вртови Викторија, Босковен Парк и Даубуз вресиште.

### Догађаји
Лемонски кеј је током целе године центар већине свечаности у Труру.
У априлу се Труро припрема за учешће у такмичењу Британија у цвету, са цветним дисплејима и висећим коррпама које су током лета изложене по граду. „Континентална пијаца“ долази у Труро током сезоне празника, и на њој су изложени штандови са храном и рукотворинама из Француске, Шпаније, Италије, Немачке, Белгије, Холандије, Грчке и других места.
Корнвол Прајд, догађај који слави различитост и ЛГБТ заједницу, одржава се последње суботе у августу. Труров градски карневал, се одржава сваког викенда током септембра, и укључује разне уметничке и музичке представе, дечје активности, ватромет, сајмове хране и пића, циркус и параду. Полумаратон у организацији Труро тркачког клуба такође се одржава у септембру, трчи се из центра града према селу Кеа, и враћа на циљ на Лемонском кеју.
Труро обележава Божић зимским фестивалом који укључује параду „Град светлости“ са папирним фењерима. У њему учествују локалне школе, факултети, заједнице и омладинске групе. Студенти на локалном колеџу у Труру праве велике лампионе, употпуњујући рад основног уметничког тима. У центру града упаљене су божићне лампице, постављени штандови са специјалним производима и сајмови заната, организују се ноћне куповине, разни догађаји у катедрали и ватромет у новогодишњој ноћи. Божићне јелке постављене су на пијаци и испред катедрале код Високог крста.

### Спорт
Труро је привремено био дом рагби јунион клуба „Корнишки пирати” за сезону 2005–2006, али тим се поново преселио за сезону 2006–2007, да би делио терен Камборн РФК. У априлу 2018. године, разговарало се о изградњи стадиона за Корнвол, у који је Савет Корнвола уложио три милиона фунти за пројекат вредан 14,3 милиона фунти. Планирана локација је у Тримилестону.
Град има аматерски рагби јунион тим, Труро РФК, основан 1885. године. Припада лиги Трибут Вестерн Каунти Вест и игра домаће утакмице на брду Ст Клементс. Већ неколико пута били су домаћини КРФУ Корнвол купа.
Труро Сити Ф.К. фудбалски тим у Националној лиги југа, једини је корнишки клуб који је икада достигао овај ниво фудбалске пирамиде. Клуб је постигао национално признање победом у ФА Вази 2007. године победивши А.Ф.К. Тотон 3–1 у другом икад финалу на новом стадиону Вембли, и тако је постао први корнишки клуб који је икада освојио ову награду. Његов домаћи терен је Треју Роду. Крикет клуб округа Корнвол игра неке од својих домаћих утакмица у парку Боскавен, који је такође домаћи терен Труро Крикет клуба. Труро мечевалачки клуб  један је од водећих у Британији, освојио је многобројна државна првенства и имао три мачеваоца изабрана за Тим ВБ на Олимпијским играма у Лондону 2012. године. Остали спортски садржаји су спортски центар, голф и тениске терени.

### Медији
Труро је центар домаћих медија у Корнволу. Седмични недељници, „Корниш Гардијан” и „Вест Бритон”, су основани у граду, а последњи опслужује подручје Трура са издањем за Труро и за Средњи Корнвол. У граду се налазе и радиодифузни студији ББС Радио Корнвол, као и за западни округ ИТВ Весткантри, чији је главни студио сада у Бристолу, након спајања са ИТВ Вест. Ово је затворило студио у Плимуту, а програм Весткантри уживо заменио је Вест Кантри вечерас.

## Администрација
Градско веће Трура, парохијско веће, налази се у згради општине у улици Боскавен. Управља парковима и баштаама, градоначелничким и грађанским манифестацијама, подржава партнерске градове и центар је за туристичке информације. Такође разматра питања планирања и укључен је у креирање Труро и Кенвин суседског плана. Град се дели на четири градске изборне јединице: Боскавен, Мореск, Треголс и Трехаверн, са 24 одборника изабрана на четворогодишњи мандат.
 Савет Корнвола има своју базу у Лис Керноу западно од центра града. Управља питањима планирања, инфраструктуре, развоја и заштите животне средине.
Изабрано Градско веће формира Труров најнижи ниво власти, као једно од 213 парохијских тела у жупанији. Горњи слој управе је унитарно веће Корнвола, директно под централном управом. Обухвата управљање Труровом јавном библиотеком, парковима и баштама, туристичко-информативним центром, парцелама и гробљем. Придружено је Привредној комори Трура и другим грађанским телима.
Окружни суд Труро први је пут одобрен 1153. године, а Труро је постао слободна општина 1589. године, а затим град 1877. године, добијајући званичну потврду о статусу након што је 1876. године ту смештена англиканска епархија. Међутим, он је осми најмањи град у Великој Британији по броју становника, подручју градског већа и урбаном подручју.

### Партнерски градови
- Бопард
- Морле[33]

### Имењаци
Неколико градова ван Британије узело је Труро као своје име:
- Труро (Нова Шкотска)
- Труро (Масачусетс)
- Труро (Ајова)
- Труро (Јужна Аустралија)

## Саобраћај

### Путеви и аутобуске услуге
Труро је удаљен 9,7 km од магистралног пута А30, на који га повезује А39 из Фалмута и Пенрина. Такође пролази пут А390 између Редрута на западу и Лискирда на истоку, где се придружује А38 за Плимут, Ексетер и аутопут М5. Труро као најјужнији град у Великој Британији налази се на само 373 km западно-југозападно од Чаринг Кроса у Лондону.
Град и његова околина имају интензиван аутобуски саобраћај, којима углавном управља превозник Први Керноу. Већина се завршава на аутобуској станици Труро у близини Лемонски кеја. Стална шема Паркирај и вози се, позната као Паркирај за Труро, је започела са радом у августу 2008. године. Аутобуси са седиштем у Лангарт Парку у Тримилстону превозе путнике у град преко Труро Колеџа, Краљевске болнице Корнвола Трелиске, Окружна скупштине, железничка станица Труро, Краљевски музеј Корнвола и Трг Викторија, те до другог паркиралишта на источној страни Труроа. Труро такође има аутобуске превозе на веће удаљености које води Национал Експрес.

### Железнице
Железничка станица Труро удаљена је око 1 km од центра града. Налази се на главној линији Корволске железнице са директном везом са Педингтон станицом у Лондону, са Мидландсом, севером земље и Шкотском. Североисточно од станице налази се камени вијадукт висок 28 метара са погледом на град, катедралу и реку Труро у даљини. Вијадукт - најдужи на линији - заменио је 1904. дрвени Карведрас вијадукт који је саградио Исамбард Кингдом Брунел. Повезује главну линијом на станици Труро, са поморском линијом до Фалмоута на југу.
Трурова прва железничка станица била је у Хајертауну. Отворила је 1852. године Железница Западног Корнвола за возове до Редрута и Пенцеса а била је позната као Труро Роуд Станица. Проширена је до реке Труро у Њухаму 1855. године, али је затворена, тако да је Њухам служио као терминал. Кад је железничка пруга Корнвола повезала линију са Плимутом, њихови возови саобраћали су до данашње станице изнад центра града. Железница западног Корнвола преусмерила је већину својих путничких возова до нове станице, остављајући Њухам углавном као робну станицу све док се није затворила 1971. године. Железница Западног Корнвола је постала део Велике Западне железнице. Пут од Хајертауна до Њухама сада је бициклистичка стаза која кроз петљу води кроз јужну страну града. Парна локомотива Град Труро, саграђена је 1903. године и још увек саобраћа магистралним и очуваним железницама у Великој Британији.

### Ваздушни и речни саобраћај
Њуки, главни аеродром Корнвола, удаљен је 19 km северно од Трура. У 2017. години се сматрало да је то „најбрже растући аеродром“ у Великој Британији. Има редовне летове до лондонског Хитроу и других аеродрома и до острва Сили и Диселдорфа у Немачкој.
Такође постоји речна веза до Фалмута дуж река Труро и Фал четири пута дневно, ако плима дозволи. Флота којом управљају Ентерпрајс Ботс као део Фал Ривер Линкса стааје на сттаницама у Малпасу, Трелисику, Толверну и Ст. Моусу.

## Цркве
Стара парохијска црква у Труру била је црква Света Марије, која је прерађена у катедралу у 19. веку. Делови града били су у парохијама Кенвин и Ст. Клемент све до средине 19. века, када су створене и друге парохије. Црква Светог Ђорђа у Труру, коју је пројектовао велечасни Вилијам Хаслам, викар Балдјуа, саграђена је од корнишког гранита 1855. године. То је узвишено и импозантно здање. Парохија Св. Ђорђа у Труру оформљена је од дела кенвинске 1846. године. Још две парохије створене су 1865. додине: Светог Јована из дела Кенвина и Светог Павла из дела Светог Клемента. Црква Свети Ђорђа има велику зидну слику иза високог олтара, која је дело Стефани Купер 1920-их. Њен отац Канон Купер био је мисионар у Занзибару и другим местима. Тема зидне слике је "Три неба": прво небо има поглед на Занзибар и катедралу (срећан период у животу уметника); друго небо има поглед на град Труро, садржи катедралу, железнички вијадукт и цркву Светог Ђорђа (још један срећан период у животу уметника); треће небо је изнад осталих које су од њега раздвојени Реком Живота (Христ је представљен како премошћива реку, а 17 светаца, међу којима су Свети Пиранаи и Св. Кенвин, приказано је у овом делу).
Чарлс Вилијам Хемпел био је оргуљаш цркве Свете Марије четрдесет година од 1804. године, допуњавајући свој приход предавањем музике. Саставио је и исписао псалме из Нове верзије за употребу Дружбе Св. Мери 1805. године, а 1812. Свете мелодије. Те су мелодије постале врло популарне.
Најстарија црква у Труру поттиче из 14. или 15. века, и налази се у Кенвину, на северној страни града.
Црква Светог Јована саграђена је 1828. године (архитекта П. Самбел) у класичном стилу на правоугаоном плану са галеријом. Измене су извршене 1890-их.
Црква Светог Павла саграђена је 1848. године. Презвитеријум је замењен 1882-1884, и дело је Џ. Д. Сединга. Торањ је „широк и јак“, а спољашњост ходника украшена је у Сединговој верзији Перпендикуларног стила. У парохији Светог Павла налази се бивши англикански манастир Богојављења, у кући Алвертон, на Треголс Роуду, из раног 19. века. Кућа је проширена за самостан Заједнице Богојављења, а капелу је изградио 1910. године Едмунд Х. Сединг. Сестринство је основао бискуп из Трура, Џорџ Хауард Вилкинсон 1883. године, а затворио се 2001. године, када су се две преживеле сестре преселиле у старачке домове. Сестре су биле укључене у пасторални и образовни рад и бригу о катедрали и цркви Светог Павла. Црква Светог Павла, саграђена је са кулом на речном кориту са лошим темељима, пропала је и више се не користи. Службе се сада одржавају у црквама Светог Клемента, Светог Ђорђа и Светог Јована. Свети Павле и Свети Клемент формирају јединствен бенефицијум, као и Свети Ђорђе и Свети Јован.
У употреби је само једна методистичка капела у месту Јунион Плејс (Труро методистичка црква), која има широко гранитно прочеље, изграђено 1830. године, али од тада је проширено. Постоји и Кућа за квекере (око 1830) и бројне друге цркве, неке се састају у својим модерним зградама, нпр. Римокатоличка црква Св. Пирана и црква Свих светих, у Хајертауну, а неки у школама или салама. Свети Пиран, посвећен Госпи од Порте и Светом Пирану, саградила је на месту средњовековне капеле Маргарет Стјуарт Полард 1973. године, за шта је од папе добила медаљу Бенемеренти. Зграда баптистичке цркве је на месту некадашње грнчарије, једне од најстаријих у Корнволу.

## Образовање
Образовне институције у Труру су:
- Надбискуп Бенсон – основна школа Цркве Енглеске
- Припремна школа Полвел Хоуе - сада образују хорске певаче из некадашње Школе Катедрале Труро
- Труро школа - јавна школа основана 1880. године
- Труро средња школа за девојчице - јавна школа само за девојчице, узраста од 13 до 18 година
- Пенаир школа - државна школа, ко-образовни научни колеџ, за децу узраста од 11 до 16 година
- Ричард Ландер школа - државна школа, ко-образовни технолошки колеџ, за децу узраста од 11 до 16 година
- Труро Колеџ - Колеџ за даље и високо образовање. Део Удружених универзитета у Корнволу
- Медицински факултет Универзитета у Ексетеру[44]